# Landschaftsschutzgebiet Refers Siek

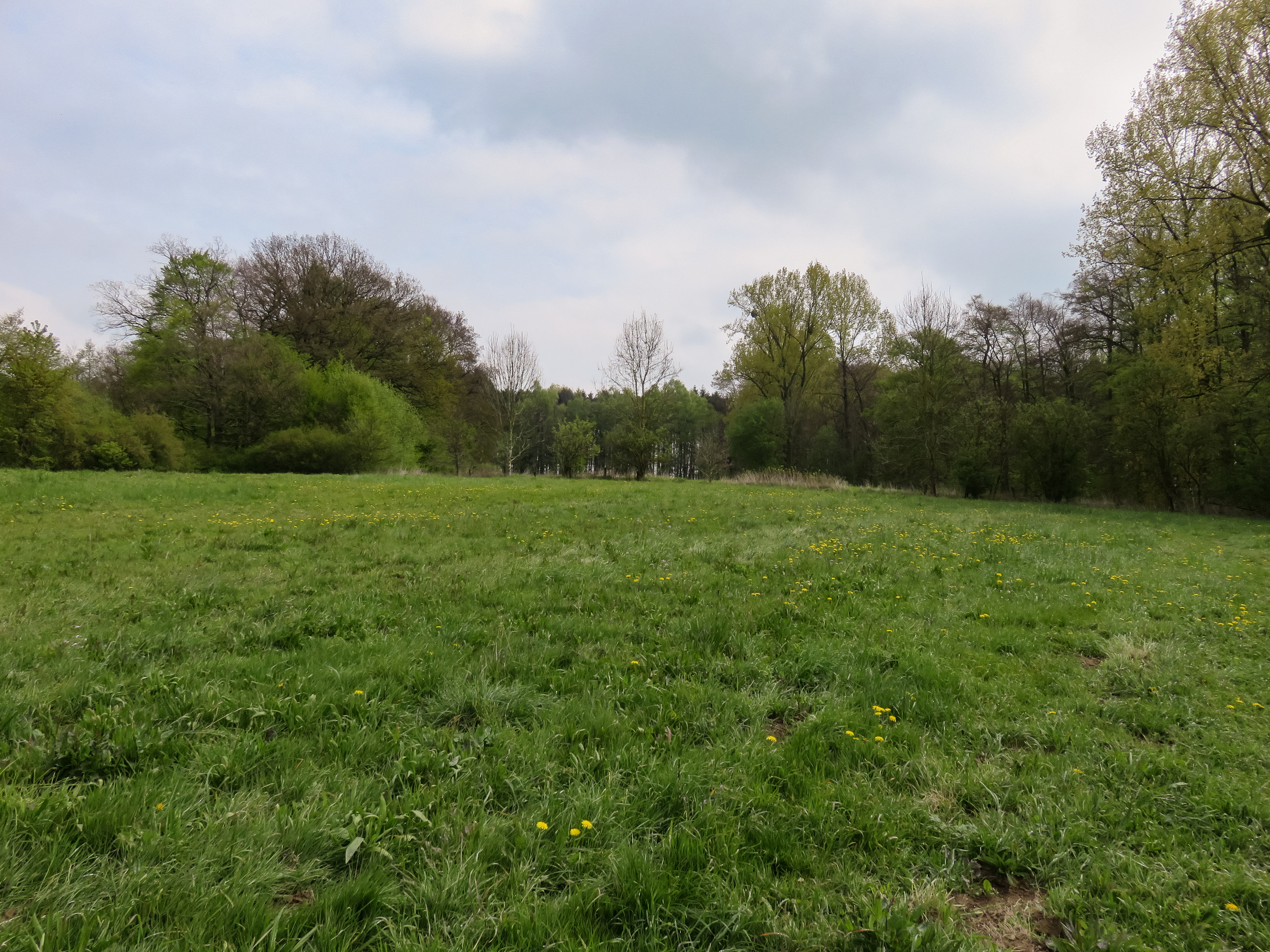
Landschaftsschutzgebiet Refers Siek

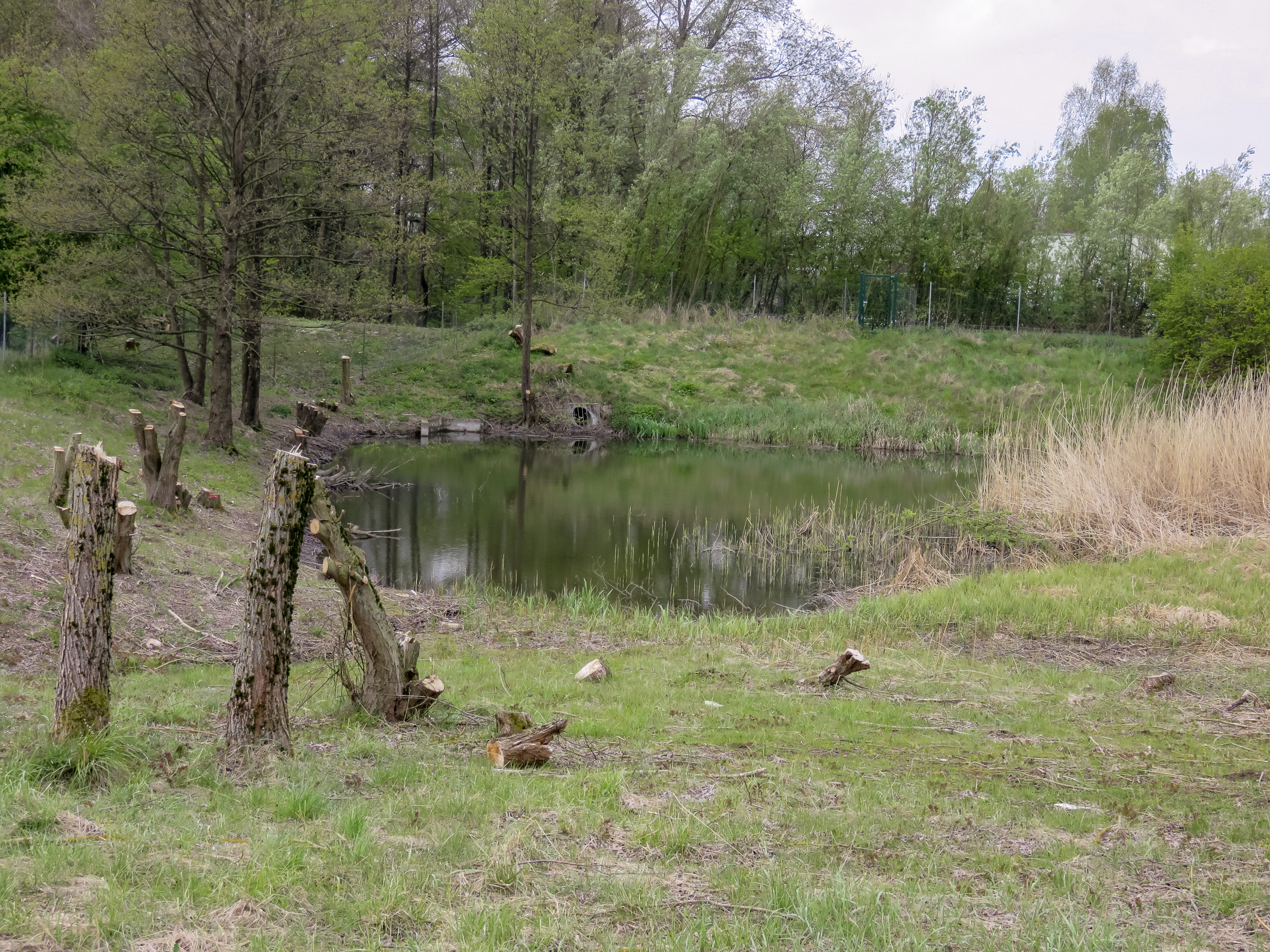
Teich im Landschaftsschutzgebiet

Das Landschaftsschutzgebiet Refers Siek mit etwa 11 ha Flächengröße liegt östlich von Detmold. Es wurde 2006 mit dem Landschaftsplan Detmold durch den Kreistag des Kreises Lippe als Landschaftsschutzgebiet (LSG) ausgewiesen. Im Norden grenzt das Gewerbegebiet Am Gehrenkamp an.

## Beschreibung
Das LSG umfasst den Wald-Grünlandkomplex Refers Siek, einem Seitental der Werre. „Das Gebiet ist vielfältig strukturiert und wird von zahlreichen von Ost nach West verlaufenden Wasserläufen durchzogen. Im Nordosten befindet sich eine Ausgleichsfläche mit einem Teich und Weidengebüschen. Der sich süd- und südwestlich angrenzende Wald wird von zum Teil stark eingeschnittenen Bachtälchen geprägt. Hier kommt stellenweise Totholz vor. Von Westen her erstreckt sich zungenförmig eine Weide in den Waldbereich hinein. Im Westen wird das Grünland durch zwei Brachflächen begrenzt. Auf der nördlichen Fläche begleiten einige Erlen das mäandrierende Gewässer.“
Zum Wert des Schutzgebietes führt der Landschaftsplan aus: „Das Landschaftsschutzgebiet stellt als Trittsteinbiotop einen wichtigen Rückzugsraum für wildlebende Tier- und Pflanzenarten in der intensiv genutzten Umgebung dar.“

## Schutzzwecke für das LSG
Laut Landschaftsplan erfolgte die Ausweisung des LSG
- „zur Erhaltung und Wiederherstellung der Leistungsfähigkeit des Naturhaushaltes in ökologisch besonders wertvoll strukturierten Bereichen mit Wasser-, Klima- und Biotopschutzfunktionen,“
- „zur Erhaltung und Wiederherstellung von Quellbereichen und naturnahen Fließgewässern, Wald- und Grünlandbereichen unterschiedlicher Feuchtestufen, Feldgehölzen, Hecken und Obstwiesen,“
- „zur Erhaltung morphologisch ausgeprägter Bereiche zur Sicherung der landschaftlichen Eigenart und Vielfalt für die Erholung,“
- „zur Erhaltung wertvoller Biotopkomplexe aus Wald-Grünlandbereichen, Fließgewässern und Quellen sowie Biotopen nach § 62 LG mit wichtigen Refugial-, Puffer-, Trittstein- und Vernetzungsfunktionen,“
- „zur Erhaltung und Wiederherstellung wichtiger Rückzugsräume für die bedrohte Tier- und Pflanzenwelt,“
- „zur Sicherung der das Orts- und Landschaftsbild gliedernden und belebenden und die dörflichen Siedlungsstrukturen prägenden Freiraumelemente.“[1]

## Rechtliche Vorschriften
Im Landschaftsschutzgebiet ist unter anderem das Errichten von Bauten und Fischteichen verboten. Grün- und Brachland darf nicht in eine andere Nutzungsart umgewandelt oder umgebrochen werden.